# Vasantasena
Vasantasena ist ein 1916 uraufgeführtes Bühnenstück von Lion Feuchtwanger. Es besteht aus drei Akten, die sich in zehn Szenen gliedern, sowie einem Prolog. Als Vorlage diente das altindische Drama Mrichchhakatika.

## Inhalt
Der verarmte aber angesehene Kaufmann und Brahmane Tscharudatta liebt die wohlhabende Bajadere Vasantasena, die seine Gefühle erwidert. Auch Samsthanaka, der ruchlose Schwager des Königs Palaka, ist an ihr interessiert. Sie verachtet ihn jedoch. Als Vasantasena in einem Park zum wiederholten Mal auf Samsthanaka trifft, buhlt er erneut um sie. Da dies erfolglos bleibt, würgt er die Bajadere bis zur Besinnungslosigkeit. Der Adlige wähnt sie tot. Als Tscharudatta und sein Freund Maitreja eintreffen, nutzt Samsthanaka die Tatsache, dass sie ein Vasantasena gehörendes Schmuckstück bei sich führen, um seinen Nebenbuhler des Mordes zu bezichtigen. Die Richter glauben den Anschuldigungen zunächst nicht; Tscharudatta ist über den vermeintlichen Tod seiner Geliebten aber so erschüttert, dass er die nicht begangene Tat gesteht. Da er als Brahmane nicht hingerichtet werden darf, wollen die Richter ihn verbannen lassen, König Palaka verlangt aber die Exekution. Bevor es dazu kommt, taucht die wieder erwachte Vasantasena auf. Unterstützt von einem Diener Samsthanakas, der Zeuge des Vorfalls war, berichtet sie von den wahren Umständen. Tscharudatta kommt frei und bittet für seinen Verleugner um Gnade. Vasantasena wird der niederen Kaste, in der sie geboren wurde, enthoben und darf sich nun „Frau“ nennen.
In die Haupthandlung verwoben sind verschiedene andere Handlungsstränge, u. a. der letztliche Sturz Palakas durch den jungen Hirten Ajaka, die Liebe zwischen dessen Freund Scharvilaka und einer Dienerin Vasantasenas sowie das Schicksal eines verschuldeten Baders, der Bettelmönch wird.

## Hintergrund
Das Stück geht auf ein indisches Bühnenwerk zurück, das den Titel Mrichchhakatika trägt und dem Autor Shudraka zugeschrieben wird. Er verfasste es vermutlich im 3. oder 4. Jahrhundert. In Feuchtwangers Prolog, in dem die Zuschauer direkt angesprochen und begrüßt werden, ist „König Schudraka“ als Autor genannt. Der Stoff wurde zwar schon etwa zwei Jahrhunderte vorher von dem Dichter Bhasa unter dem Titel Charudatta aufgegriffen, jedoch sind von ihm nur vier Szenen erhalten. Diese decken sich inhaltlich mit dem Anfang von Shudrakas Fassung. In selbiger ist auch Tscharudattas Frau vertreten. Feuchtwanger übernahm sie jedoch nicht für seine Fassung; lediglich Rohasena, der Sohn des Kaufmanns, tritt auf.
Der Originaltitel bedeutet übersetzt „das irdene Wägelchen“. Dies bezieht sich auf eine Szene, in der Rohasena traurig darüber ist, dass er nur ein irdenes Wägelchen zum Spielen besitzt. Vasantasena veranlasst daraufhin, dass er ein goldenes erhält.
Im Hinblick auf die Anmut und Sensibilität, aber auch die Schalkheit des Charakters, sah Feuchtwanger Vasantasena als einzigartige Figur in der Geschichte der Weltliteratur an.
Es treten im Stück verschiedene stereotype Gestalten indischer Schauspiele auf. Neben dem Liebespaar sind darunter auch Diener, Adlige und der Vidushaka, ein gewitzter bis narrhafter Charakter, der hier von Maitreja verkörpert wird.

## Adaption
1930 wurde Hugo Herrmanns gleichnamige Oper uraufgeführt, die auf Feuchtwangers Stück basiert.